# Adelbert von Chamisso

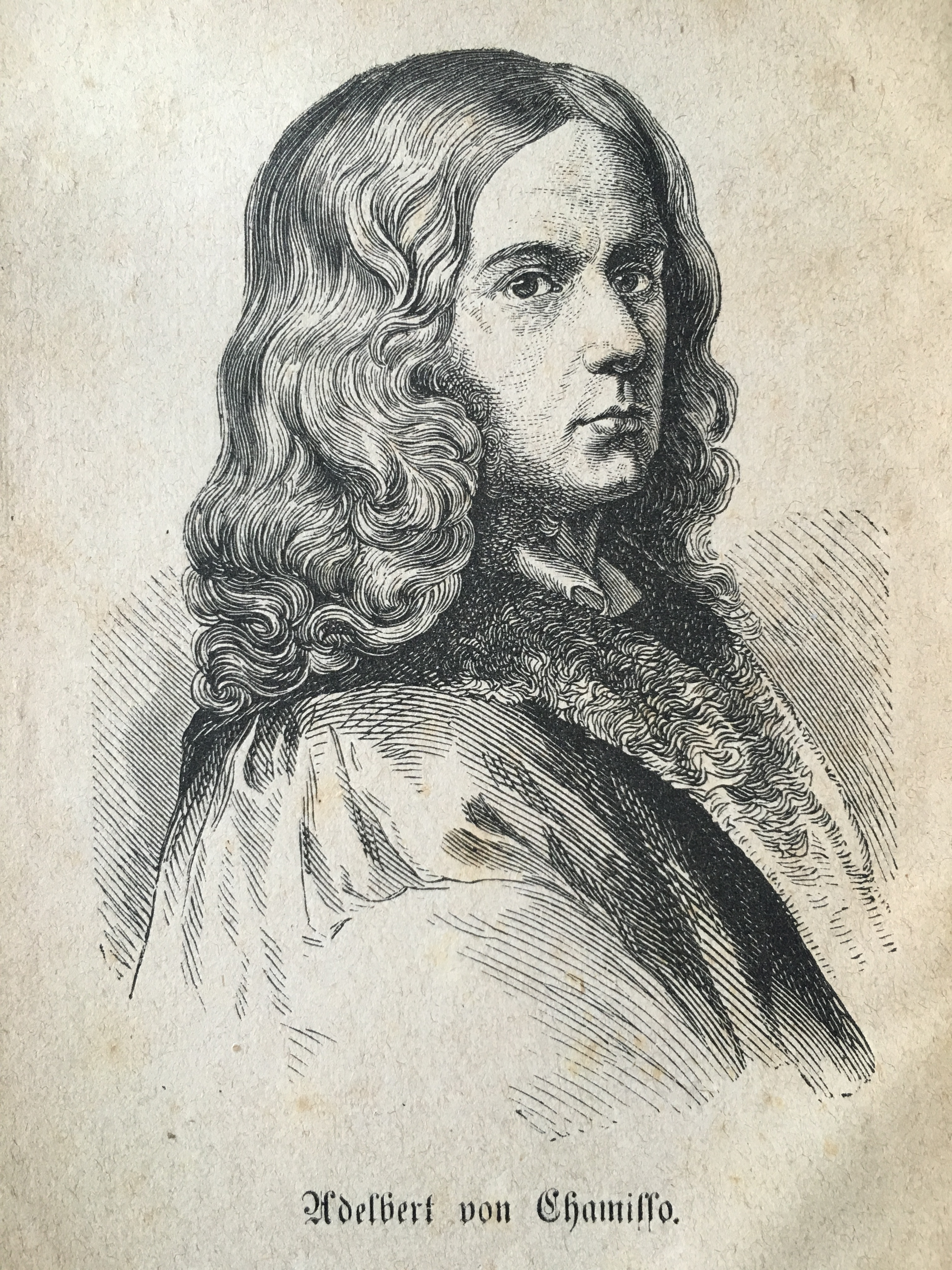
Adelbert von Chamisso, 1831

Adelbert von Chamisso (* 30. Januar 1781 als Louis Charles Adélaïde de Chamissot de Boncourt auf Schloss Boncourt bei Ante, Châlons-en-Champagne, Frankreich; † 21. August 1838 in Berlin) war ein deutscher Naturforscher und Dichter französischer Herkunft. Sein offizielles botanisches Autorenkürzel lautet „Cham.“.
Während Französisch Chamissos Muttersprache war, schuf er bedeutsame Werke in deutscher Sprache. Am bekanntesten sind Peter Schlemihls wundersame Geschichte (1814) und das Gedicht Das Riesenspielzeug (1831) über die Burg Nideck im Elsass. Auch seine Reise um die Welt (1836), eine Beschreibung seiner Teilnahme an der Rurik-Expedition, findet wieder zunehmend Beachtung.
Robert Fischer bezeichnet ihn in seiner Biografie als „frühen Bürger Europas“, der „die Gegensätze zweier Nationen erfahren und in seinem Leben zu vereinen“ gesucht habe. „Seine Hinwendung zur Natur und die Konsequenz, mit der er schließlich seine Neigung zum Beruf machte, die Erfahrungen des Weltreisenden als Teilnehmer einer russischen Entdeckungsexpedition; die liberalen Anschauungen des aus einem alten Adelsgeschlecht stammenden Dichters, der sich bis in seine letzten Jahre hinein einen Blick für soziale Missstände bewahrte und für alles Neue aufgeschlossen blieb, rücken seinen Lebensweg, der vor mehr als 150 Jahren endete, in ein verblüffend aktuelles Licht.“

## Leben

### Kindheit und Jugend
Adelbert Chamisso wurde als vierter Sohn von sieben Kindern des Grafen Louis Marie de Chamissot auf dem Stammsitz der Familie, dem Schloss Boncourt in der Champagne, geboren. Als gesichert gilt nur sein Taufdatum, der 31. Januar 1781, wie er selbst in seiner Reise um die Welt schreibt.
Im Jahre 1790 verließen seine verarmten Eltern erst ihr Stammschloss, nachdem dieses während der Französischen Revolution niedergebrannt und ihre Güter konfisziert worden waren, und darauf 1792 Frankreich. Auf der Flucht vor den Revolutionsheeren zogen sie weiter durch die Niederlande und Süddeutschland, bis sie sich 1796 in Berlin niederließen. Dort nahmen die beiden älteren Brüder Stellungen als Hauslehrer an. In Berlin war Chamisso Schüler des 1689 von dem  Großen Kurfürsten für Hugenotten gegründeten Französischen Gymnasiums (Collège Français de Berlin). Er wurde 1796 Page bei Friederike Luise von Preußen in Berlin.

### Militärdienst und Anfänge als Dichter

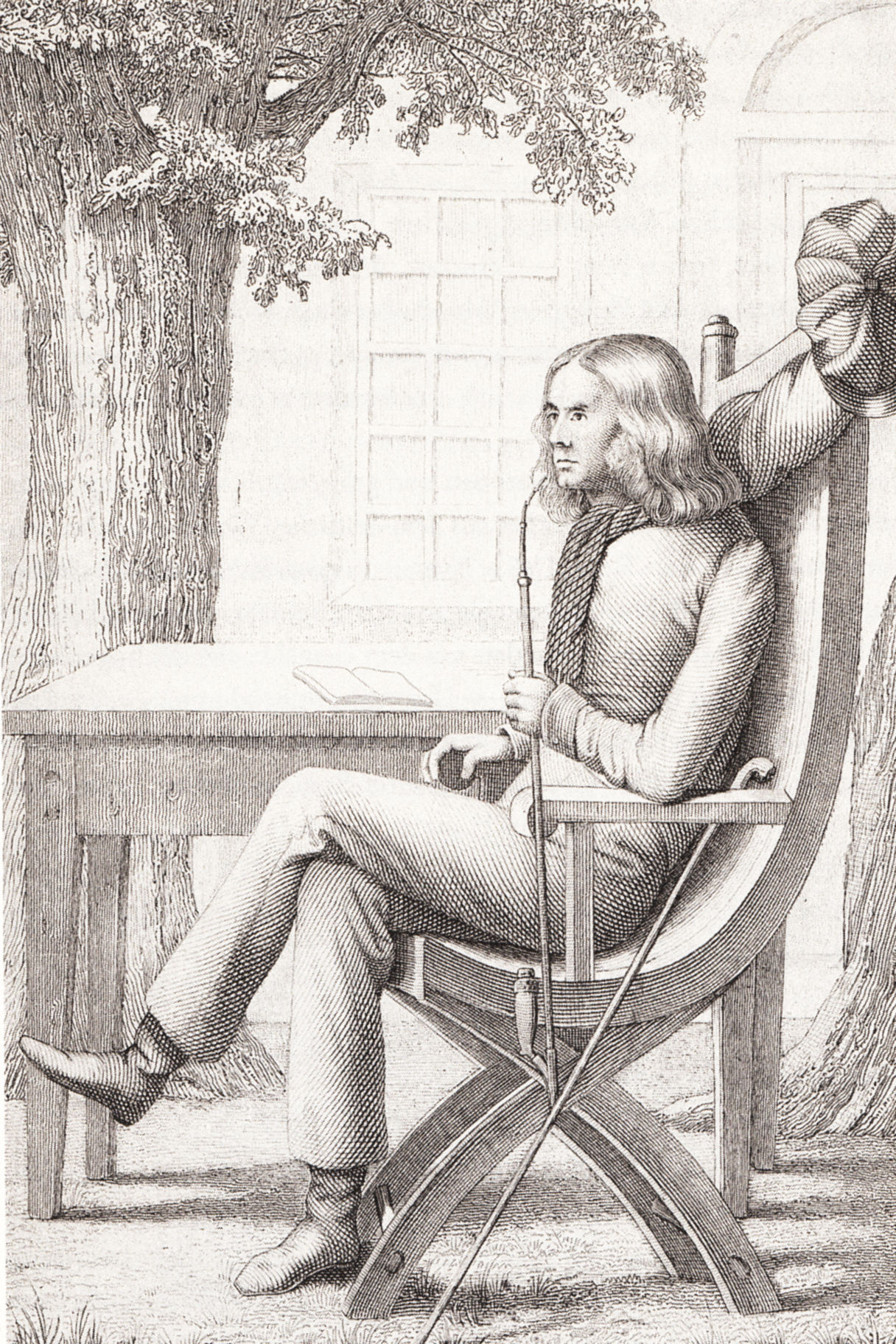
Chamisso, Pfeife rauchend (Zeichnung von F. C. Weiß)

Von 1798 bis 1807 leistete Chamisso Militärdienst in der preußischen Armee. 1801 wurde er Leutnant; er nannte sich Ludwig von Chamisso.
Im Hause des Berliner Bankiers Benjamin Veitel Ephraim lernte er 1803 die 24-jährige Landsmännin und Witwe Cérès Duvernay kennen und verliebte sich in sie, jedoch duldete sie nur ein geschwisterliches Verhältnis.
Ab 1804 gab er mit den Freunden des romantischen Dichterkreises „Nordsternbund“ einen Musenalmanach heraus und nannte sich fortan Adelbert von Chamisso. Zu diesem Kreis zählten Julius Eduard Hitzig, Friedrich de la Motte Fouqué, Karl August Varnhagen von Ense, dessen Schwester Rosa Maria und Friedrich Wilhelm Neumann. Mit Rosa Maria Varnhagen von Ense verband ihn eine platonische Freundschaft; sie botanisierten gemeinsam und übersetzten die altfranzösische Lyrik der Troubadours.
1805 wurde er mit seinem Regiment nach Hameln verlegt, wo er im folgenden Jahr die Demütigung der durch Verrat ermöglichten Kapitulation der Festung Hameln gegenüber Napoleon Bonapartes Truppen miterlebte. Anschließend reiste von Chamisso als Gefangener auf Ehrenwort nach Frankreich, bis er schließlich 1807 (manche Quellen sprechen von 1806) aus dem Armeedienst ausschied.
Im Jahre 1807 wurde Adelbert von Chamisso in „der Loge in Châlons-sur-Marne“ als Freimaurer aufgenommen. Er hatte vermutlich in Berlin Freimaurerlogen besucht, war dort aber – entgegen anderen Angaben – nicht Mitglied.
Ab 1810 hielt er sich zwei Jahre in Frankreich und der Schweiz auf, wo er zum Freundeskreis von Madame de Staël gehörte. Im Schloss Coppet begann er sich der Naturwissenschaft, zunächst vor allem der Botanik, zuzuwenden. 1813 kehrte er nach Berlin zurück. Dort zählte er zum literarischen Freundeskreis von E. T. A. Hoffmann, den „Serapionsbrüdern“.

### Chamisso als Naturforscher

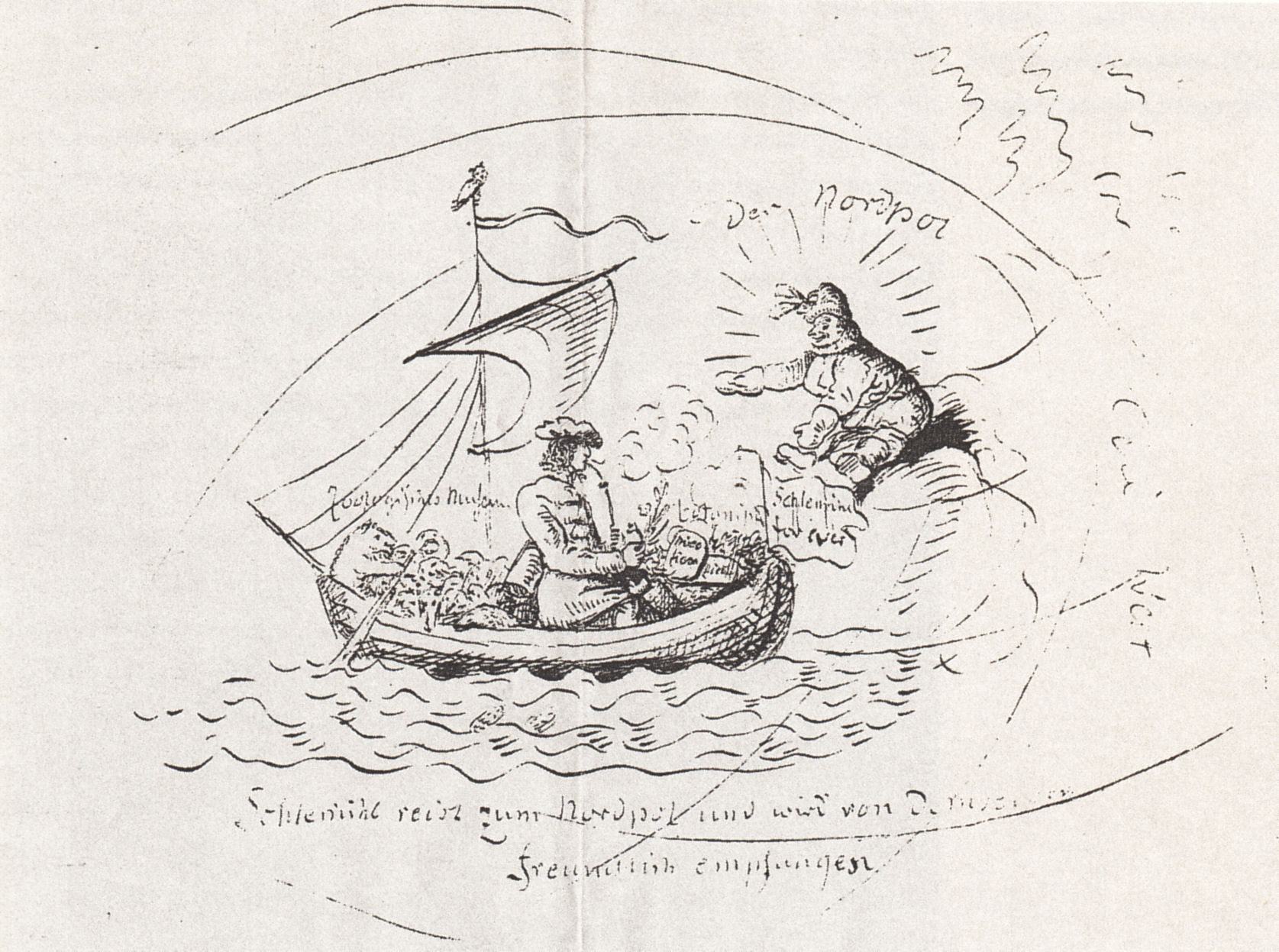
Schlemihl reist zum Nordpol (Karikatur E. T. A. Hoffmanns auf die Forschungsreise Chamissos 1816)

In den Jahren 1815 bis 1818 nahm er als Naturwissenschaftler („Titulargelehrter“) an einer Weltumsegelung teil (siehe Rurik-Expedition). Diese Expedition des russischen Kapitäns deutsch-baltischer Abstammung Otto von Kotzebue, Sohn des Dichters August von Kotzebue, finanziert vom russischen Schatzkanzler Graf Nikolai Petrowitsch Rumjanzew, erforschte im Pazifik Polynesien, Mikronesien und Hawaiʻi und sollte zumal die legendäre Nordwestpassage finden. Chamisso kartografierte große Teile der Küste von Alaska, erfasste die Flora Alaskas (nach ihm wurde dort die neu entdeckte Chamisso-Insel benannt) und beschrieb die Lebensgewohnheiten der Eskimos und Aleuten. (Kuriosität: Das Kleidungsstück Parka erscheint in der deutschen Sprache erstmals bei ihm in seinem Buch Reise um die Welt. Es handelt sich dabei um einen gefütterten Umhang mit Kapuze bei den Tschuktschen.) Er kritisierte die dortige russische Kolonialherrschaft. In Hawaii und in Mikronesien verfertigte er vorurteilslose, humanistische Darstellungen der dortigen Einwohner. Zur Zeit des griechischen Freiheitskriegs gab er sich in mehreren emphatischen Balladen als glühender Verfechter des Philhellenismus zu erkennen. Seine Herbarien und die dazugehörigen Reisenotizen wurden von der Akademie der Wissenschaften in St. Petersburg gekauft.
Nachdem die Universität ihm den Ehrendoktor verliehen und er Zweiter Kustos am Königlichen Herbarium (auf dem Gelände des heutigen Kleistparks) geworden war, heiratete Chamisso 1819 Antonie Piaste (1800–1837), Ziehtochter seines Freundes Hitzig. Dieser Ehe entstammten die gemeinsamen Kinder Ludwig Deodatus Ernst (1820–1894), Max (1822–), Adélaide, später verheiratete Palm (* 1827; † 13. September 1854 in Plauen), Johanna (1829–), Adolph (1830–), Herman (1832–1886 in Berlin), Adelbert (1835–). Ebenfalls 1819 wurde er mit dem akademischen Beinamen Jason VIII. zum Mitglied der Gelehrtenakademie Leopoldina gewählt. Er arbeitete mit Carl Wilhelm Eysenhardt zusammen und ist gemeinsam mit ihm Erstbeschreiber verschiedener zoologischer Taxa. Sie beschrieben erstmals den Nereiden Nereis heteropoda Chamisso & Eysenhardt 1821 sowie die Gefleckte Wurmseegurke Synapta maculata Chamisso & Eysenhardt 1821.
Nach dem Weggang Schlechtendals 1833 wurde er Erster Kustos und blieb es bis kurz vor seinem Tode. Mit dieser Anstellung war seine finanzielle Zukunft gesichert. Auf Vorschlag Alexander von Humboldts wurde Chamisso am 28. Juni 1835 zum ordentlichen Mitglied der Preußischen Akademie der Wissenschaften in Berlin gewählt.
Chamisso veröffentlichte 1831 seinen ersten Lyrikband mit älteren Gedichten. Neue Lyrik schrieb er nur noch selten. 1833 verfasste er das Gedicht Der rechte Barbier. 1837 veröffentlichte er seine vorherigen Reisestudien über die hawaiische Sprache. Mit seinem sozialkritischen Flugblattgedicht Die alte Waschfrau (in der zweiten Version) sammelte er 1838 Spenden für „Mutter Schulz“, eine in Not geratene Berlinerin, und nahm 150 Reichstaler ein.

## Tod und Grabstätte

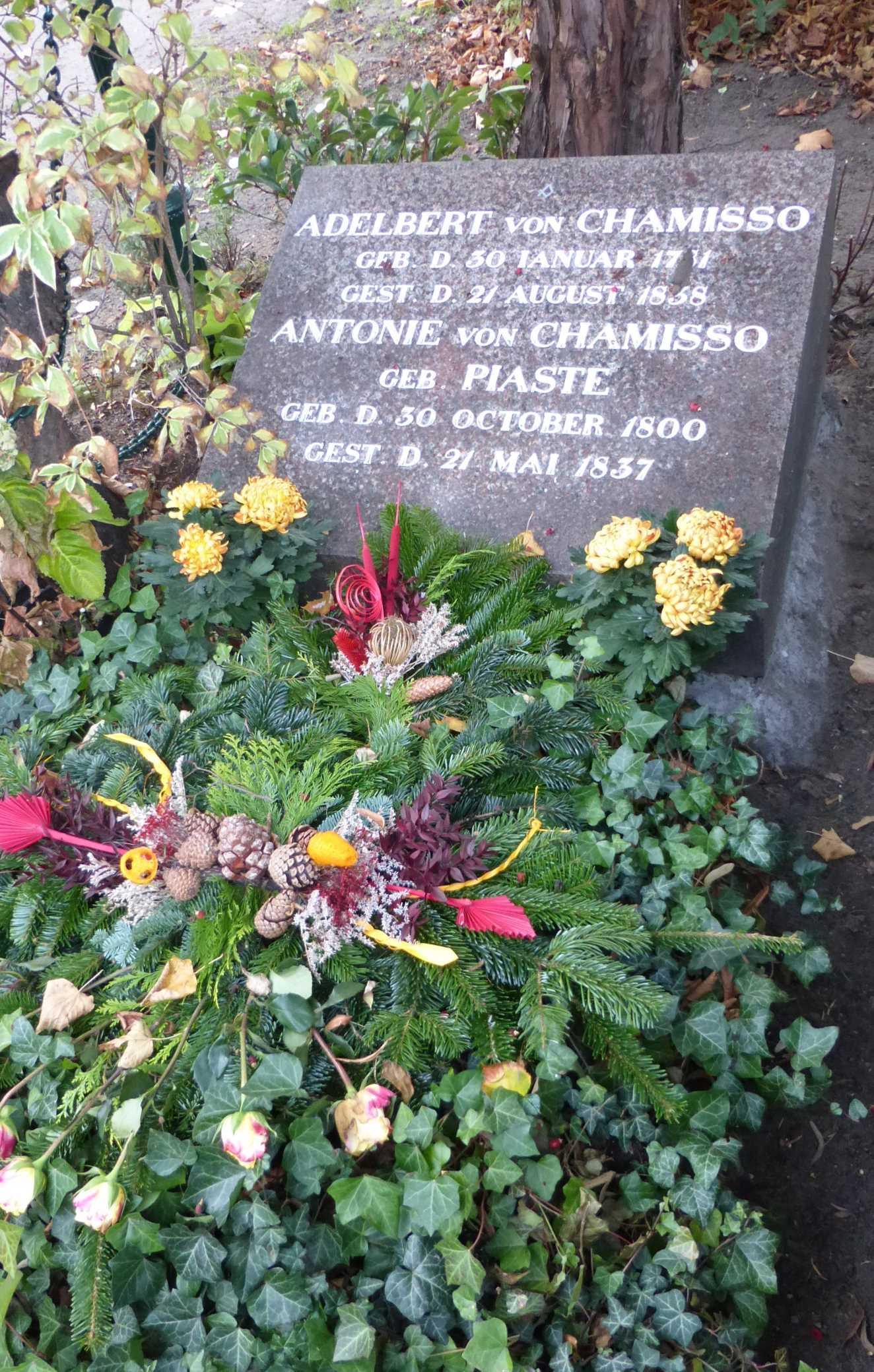
Ehrengrab von Adelbert von Chamisso in Berlin-Kreuzberg

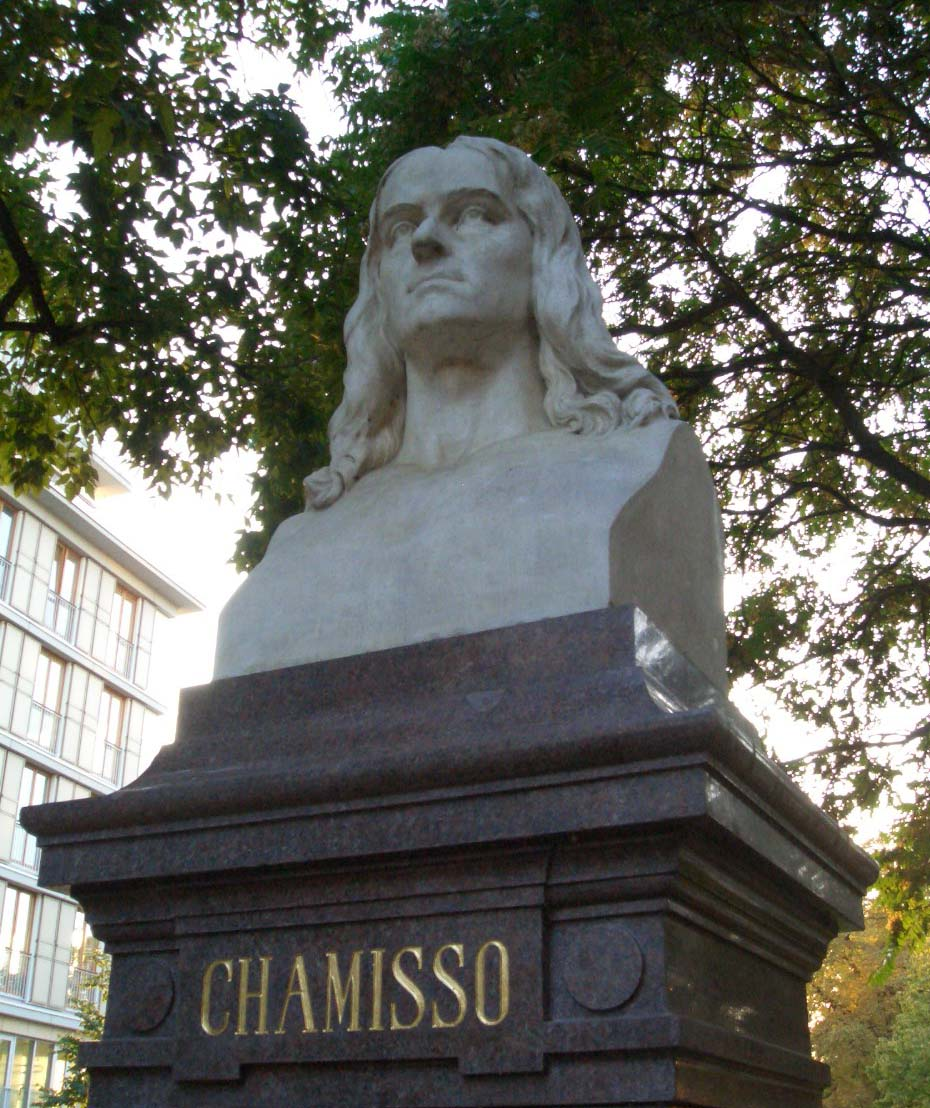
Marmorbüste im Berliner Monbijoupark von Julius Moser, (1888)

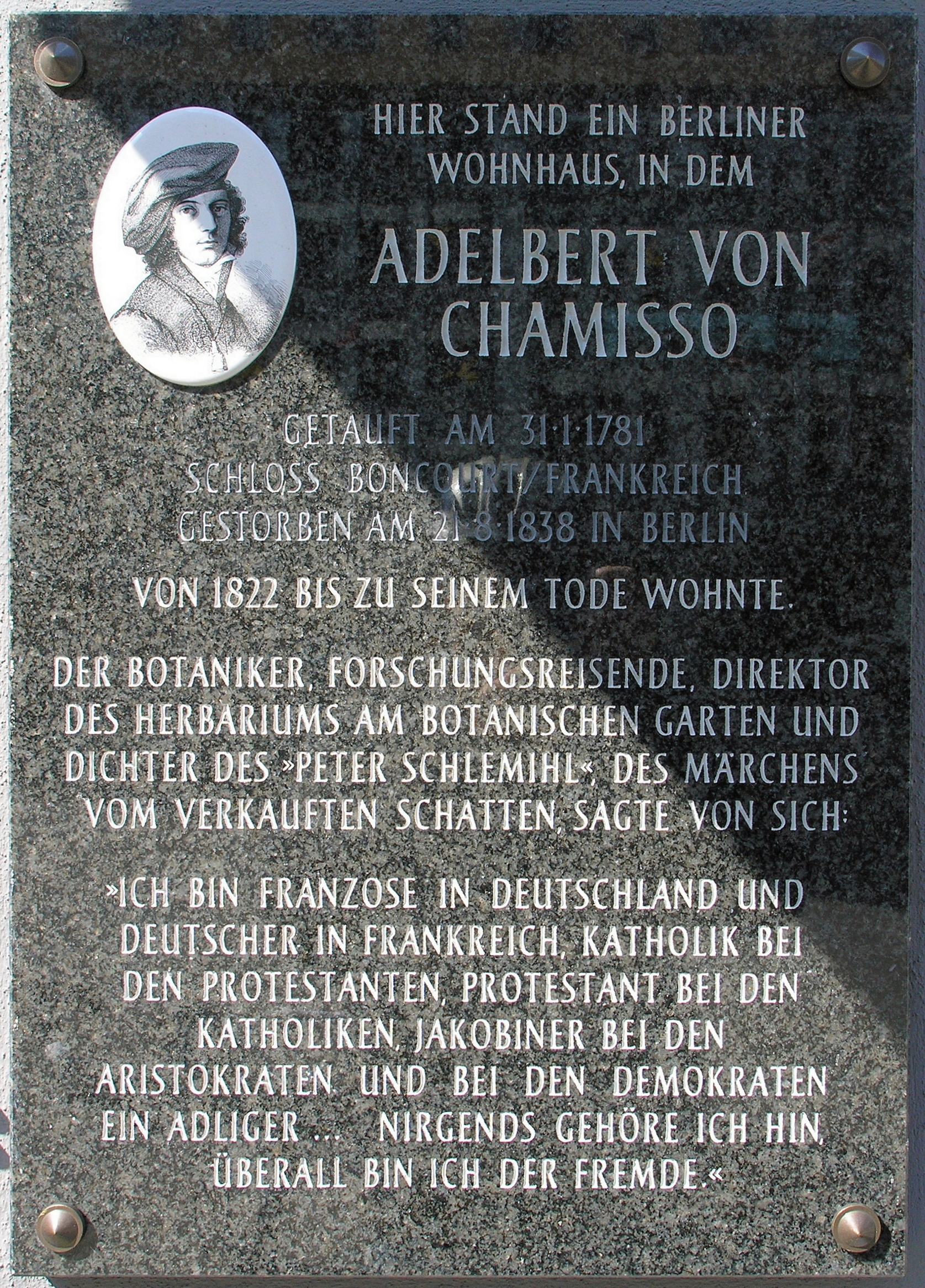
Gedenktafel am Haus Friedrichstraße 235 in Berlin-Kreuzberg

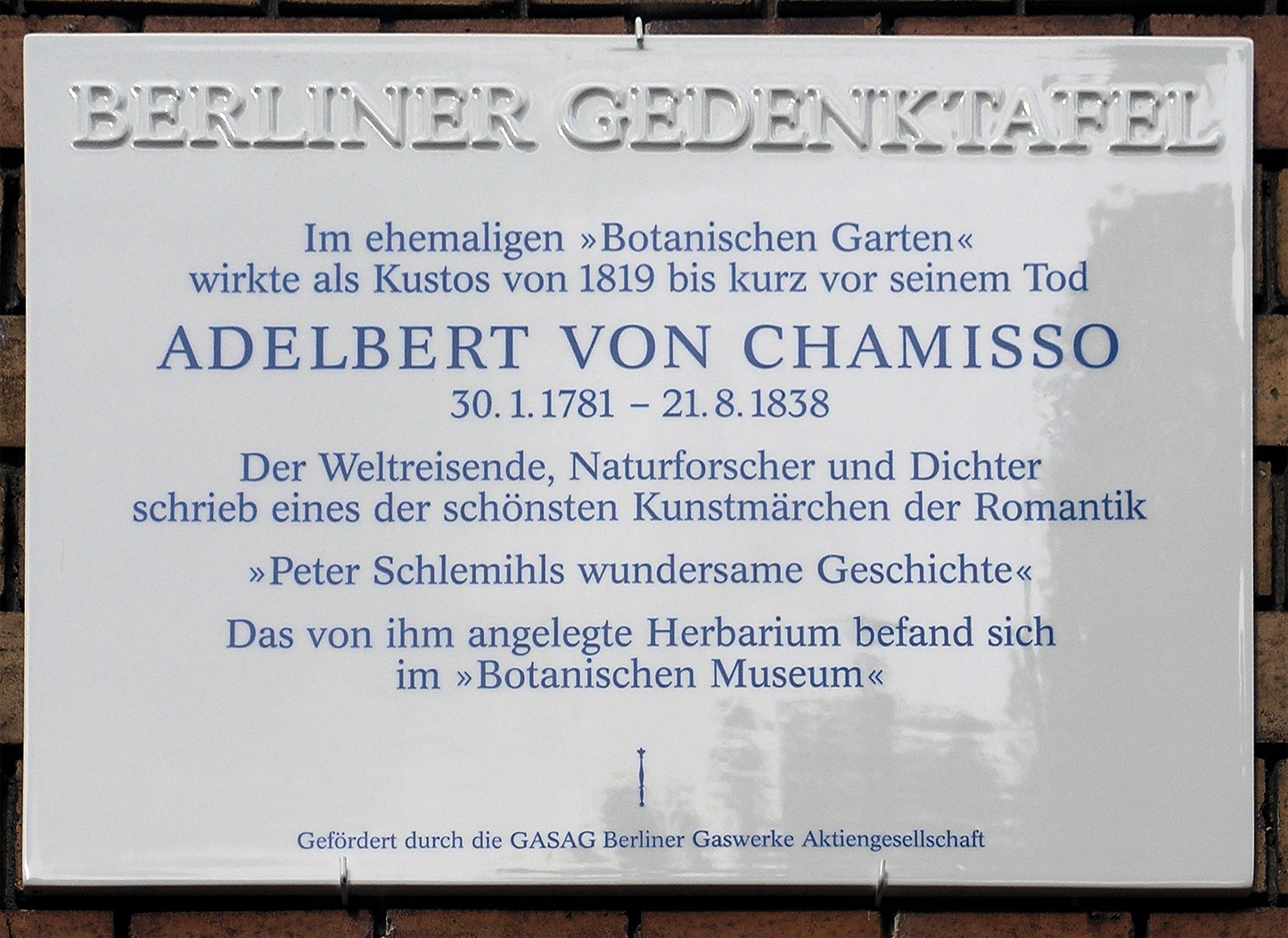
Berliner Gedenktafel am Haus am Kleistpark, Grunewaldstraße 6–7, in Berlin-Schöneberg

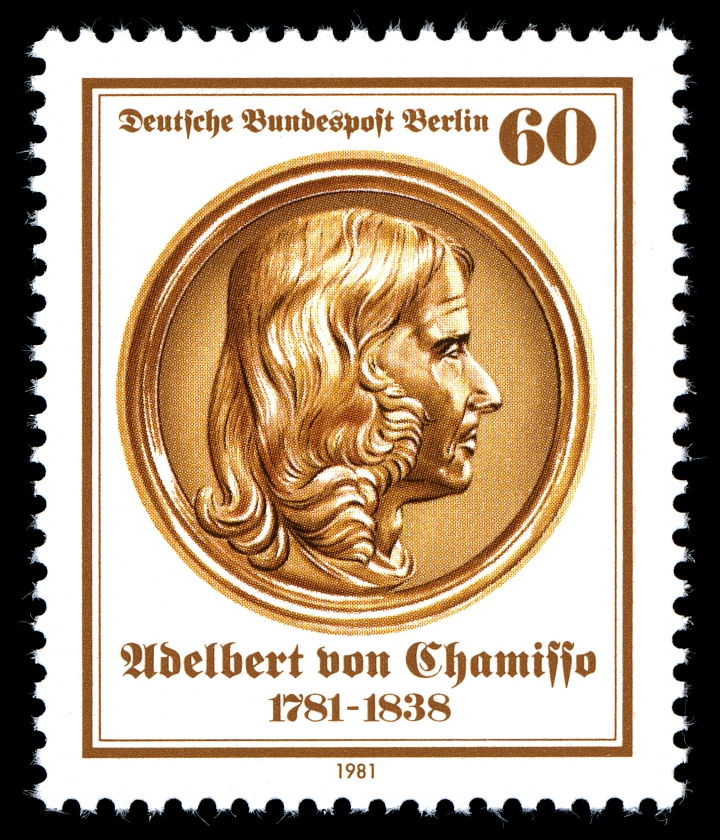
60-Pf-Sondermarke der Bundespost Berlin (1981) zum 200. Geburtstag

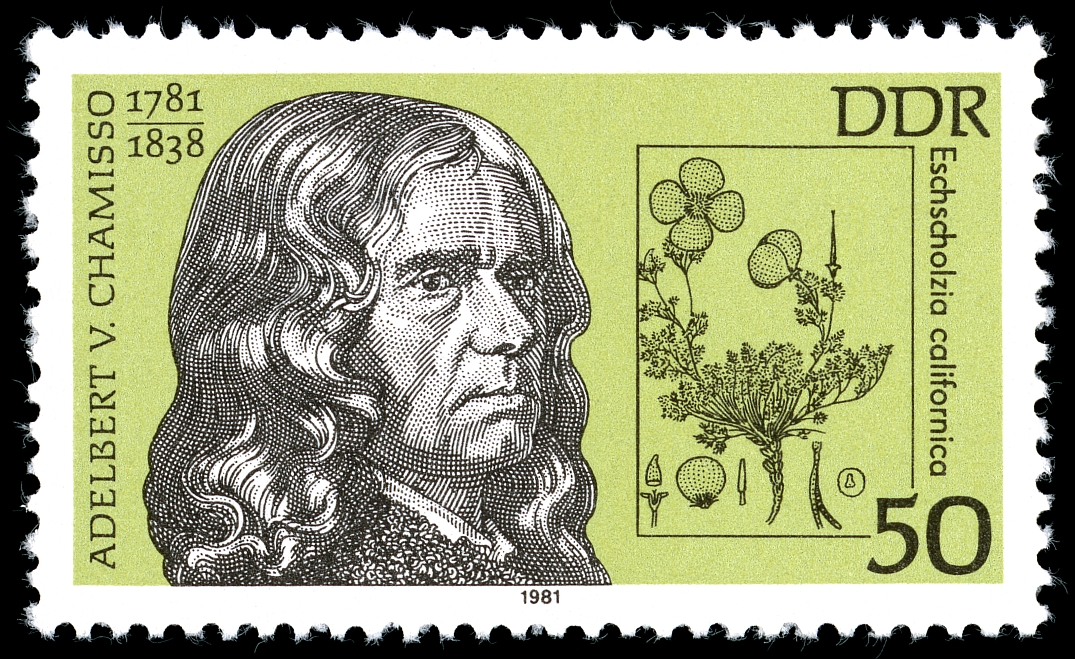
Briefmarke der DDR aus der Reihe Bedeutende Persönlichkeiten

Adelbert von Chamisso starb ein Jahr nach dem Tod seiner Frau am 21. August 1838 im Alter von 57 Jahren in Berlin an Lungenkrebs. Seine testamentarischen Bestimmungen für Beisetzung und Grab lauteten:

„Ich will ganz ohne Prunk und in der Stille in die Erde versenket werden. Es mögen nur ein paar Freunde sehen, wo meine Asche bleibet, und sich niemand sonst bemühen. Soll die Stelle bezeichnet werden, mag ein Baum es thun, höchstens eine kleine Steinplatte. Ich verbiete auf jeden Fall jegliche andere Grabinschrift als meinen Namen, nebst Datum der Geburt und des Hinscheidens.“

Diesen Vorgaben Chamissos wurde entsprochen. Julius Eduard Hitzig sorgte für eine Beisetzung im engsten Familien- und Freundeskreis. Sie fand am 23. August 1838 auf dem Friedhof III der Jerusalems- und Neuen Kirche vor dem Halleschen Tor statt. Chamisso ruht dort an der Seite seiner 1837 verstorbenen Gattin Antonie. Nur eine schlichte, kleine, steinerne Inschriftenplatte dient als Markierung auf dem Grabfeld, das eine Pfosten-Ketten-Begrenzung umgibt.
Auf Beschluss des Berliner Senats ist die letzte Ruhestätte von Adelbert von Chamisso (Grablage 331-38-1) seit 1952 als Ehrengrab des Landes Berlin gewidmet. Die Widmung wurde im Jahr 2016 um die inzwischen übliche Frist von zwanzig Jahren verlängert.

## Ehrungen
Während der Rurik-Expedition benannte Otto von Kotzebue die im nördlichen Bereich der Beringstraße gelegene Chamisso-Insel nach Adelbert von Chamisso. Ihm zu Ehren wurden die Gattungen Chamissoa Kunth aus der Pflanzenfamilie der Fuchsschwanzgewächse (Amaranthaceae), Chamissonia Endl. aus der Pflanzenfamilie der Nachtkerzengewächse, Adelbertia Meisn. aus der Familie der Schwarzmundgewächse (Melastomataceae) sowie Chamissoniophila Brand (heute ein Synonym zu Antiphytum DC. ex Meisn.) aus der Pflanzenfamilie der Raublattgewächse benannt. Des Weiteren wurden über 150 Pflanzenarten und auch einige Tierarten ihm zu Ehren benannt. Charles Darwin nannte ihn und Otto von Kotzebue als zu Recht ausgezeichnete Naturforscher. Im Jahr 2002 wurde zudem der Asteroid (24711) Chamisso nach dem Dichter benannt.
In Berlin-Mitte, im Monbijoupark, wurde in den 1880er Jahren zu Ehren des Dichters eine aus Marmor gefertigte Büste des Bildhauers Julius Moser aufgestellt. Das Gipsmodell hat Moser im Jahr 1902 dem Botanischen Museum zum Geschenk gemacht, weil Chamisso im dortigen Herbarium fast zwanzig Jahre tätig gewesen war.
In Berlin-Kreuzberg befindet sich der am 24. April 1890 nach ihm benannte Chamissoplatz. Am 31. Januar 2006 wurde in der Friedrichstraße 235 an der Stelle, an der bis 1908 sein Wohnhaus stand, eine Gedenktafel für Chamisso enthüllt. Nach Adelbert von Chamisso hat sich auch der im Jahr 2000 gegründete Hockeyverein Real von Chamisso aus Berlin-Kreuzberg benannt.
Im Ortsteil Märkisches Viertel des Berliner Bezirks Reinickendorf steht die 1971 gegründete Chamisso-Grundschule.
Der bisher einzige Literaturpreis für deutschsprachige Migrantenliteratur trägt seinen Namen. Mit dem Adelbert-von-Chamisso-Preis der Robert Bosch Stiftung und seinem Nachfolger, dem Chamisso-Preis/Hellerau, werden seit 1985 in Deutschland Autoren nichtdeutscher Muttersprache ausgezeichnet. 2010 wurde in Kunersdorf (Land Brandenburg, Kreis Märkisch-Oderland) im sogenannten Musenhof die weltweit erste Chamisso-Gesellschaft gegründet. Im Musenhof gibt es auch eine Ausstellung zum Leben und Wirken Chamissos. Chamisso hatte Peter Schlemihls wundersame Geschichte im Sommer 1813 während eines Aufenthaltes auf dem Schloss Kunersdorf geschrieben. Er war mit der Besitzerfamilie von Friedland bzw. von Itzenplitz befreundet.

## Werke
- Faust (dramatisches Gedicht), 1803
- Adelberts Fabel, 1806
- Fortunati Glückseckel und Wunschhütlein, 1806
- Der rechte Barbier, 1806 (nach Johann Peter Hebels Der Barbierjunge von Segringen)
- Memoire über die Ereignisse bei der Kapitulation von Hameln (1808)
- Peter Schlemihls wundersame Geschichte, Nürnberg 1814 (Digitalisat und Volltext im Deutschen Textarchiv)
  - Vertonung durch Peter Ronnefeld, Peter Schlemihl, Ballett in drei Teilen, 1955
- Die Tagebücher der Weltreise 1815–1818: Edition der handschriftlichen Bücher aus dem Nachlass. Hrsg. von Matthias Glaubrecht, Monika Sproll und Walter Erhart. V&R Unipress, Göttingen, 2019, ISBN 978-3-8470-1096-8.[18]
- Bemerkungen und Ansichten einer Entdeckungsreise, 1821
- mit Carl Wilhelm Eysenhardt: De animalibus quibusdam e classe Vermium Linnaeana, in circumnavigatione terrae, auspicante Comite N. Romanzoff, duce Ottone de Kotzebue, annis 1815–1818 peracta, observatis. Fasciculus secundus, reliquos vermes continens. Nova Acta Acad. Leop.-Carol. 10, 2, 1821, S. 343–374 (Textarchiv – Internet Archive).
- Untersuchung eines Torfmoores bei Greifswald und ein Blick auf die Insel Rügen. 1824 (urn:nbn:de:gbv:9-g-4890871, Digitale Bibliothek Mecklenburg-Vorpommern)
- Ueber die Torfmoore bei Colberg, Gnageland und Swinemünde, 1825 (urn:nbn:de:gbv:9-g-4890869, Digitale Bibliothek Mecklenburg-Vorpommern)
- Die Wunderkur (Lustspiel), 1825
- Die Sonne bringt es an den Tag (Ballade), 1827
- Der Tod Napoleons, 1828
- Salas y Gomez (Ballade), 1829
- Frauen-Liebe und -Leben, Liederzyklus, Berlin 1830
  - Vertonungen: Carl Loewe, 1834; Robert Schumann, 1840
- Lieder. In: Franz Kugler: Skizzenbuch. Reimer, Berlin 1830 (urn:nbn:de:hbz:061:2-1374, Universitäts- und Landesbibliothek Düsseldorf).
- Das Riesenspielzeug, 1831
- Gedichte, Leipzig 1831
- Die Weiber von Winsperg, 1831
- als Hrsg.: Der deutsche Musenalmanach, seit 1832 (zusammen mit Gustav Schwab)
- Reise um die Welt in den Jahren 1815–1818 (Tagebuch), 1836 (E-Text)
- Über die Hawaiische Sprache, 1837 (archive.org)
- Adelbert von Chamisso's Werke, 1864 (Digitalisat)

## Verfilmungen
1960 verfilmte Jörg d’Bomba Chamissos Der rechte Barbier als 7-minütigen Handpuppenfilm am DEFA-Studio für Trickfilme.